# Anticonsumisme
L'anticonsumisme és la ideologia que s'oposa al consumisme, és a dir, a la contínua compra i consum de béns materials. L'anticonsumisme es refereix a les accions privades de les corporacions empresarials a la recerca d'objectius econòmics i econòmics a costa del benestar públic, especialment en matèria de protecció ambiental, estratificació social i ètica en el govern d'una societat. En la política, l'anticonsumisme se solapa amb l'ecologisme, l'antiglobalització i l'activisme dels drets dels animals.
L'anticonsumisme va sorgir en resposta als problemes causats pel maltractament a llarg termini dels consumidors humans i dels animals consumits, i de la incorporació de l'educació del consumidor als plans d'estudis escolars; Alguns exemples d'anticonsumisme són el llibre No Logo (2000) de Naomi Klein i pel·lícules documentals com The Corporation (2003), de Mark Achbar i Jennifer Abbott, i Surplus: Terrorized to Being Consumers (2003), d'Erik Gandini; cadascun va fer que l'activisme anticorporatiu fos popular com una forma ideològica d'acció civil i política.
La crítica del materialisme econòmic, com a comportament deshumanitzant que és destructiu per la Terra, com a hàbitat humà, prové de la religió i de l'activisme social:
- La crítica religiosa afirma que el consumisme materialista interfereix amb la connexió entre l'individu i Déu, comportant un estil inherentment immoral de vida.
  - Francesc d'Assís, Mohandas Gandhi o Ammon Hennacy van dir que la inspiració espiritual els guia cap a una vida amb senzillesa.
  - Des de la perspectiva catòlica romana, Tomàs d'Aquino va dir que "la cobdícia és un pecat contra Déu, com tots els pecats mortals, en allunyar-se de les coses eternes per perseguir les coses temporals". Sobre el descontentament social nascut del malestar i l'hedonisme, el Papa Benet XVI va dir que la filosofia del materialisme no ofereix cap raó de ser per a l'existència humana.[1] En una línia semblant s'ha manifestat el Papa Francesc.[2]
- Des del punt de vista secular, l'activisme social indica que a partir del materialisme consumista en deriva la delinqüència (que prové de la pobresa de la desigualtat econòmica), la contaminació industrial i la consegüent degradació ambiental i la guerra com a negoci. L'escriptor Georges Duhamel va dir que "el materialisme americà és un far de mediocritat que amenaçava amb eclipsar la civilització francesa".[3] L'historiador alemany Oswald Spengler (1880-1936) va dir que "la vida a Amèrica és exclusivament econòmica en l'estructura i amb manca de profunditat".[3]